# Староселье (Мещовский район)

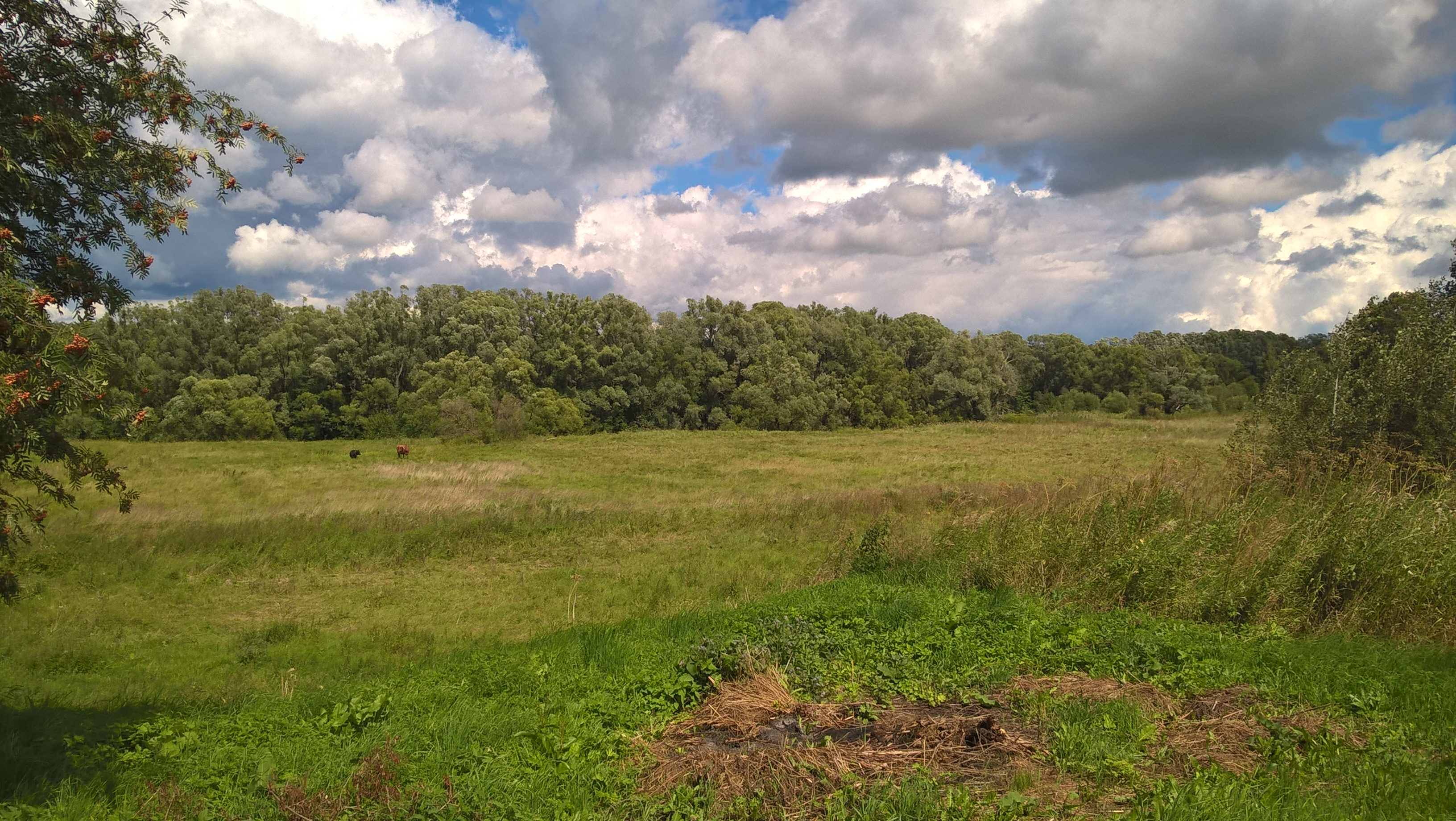
Староселье, вид на реку Серёна.

Староселье — деревня в Мещовском районе Калужской области (прежнее название: Староселья). Входит в сельского поселения «Посёлок Молодёжный».

## География
Расположена в центральной части области на реке Серёна, в 13 км к востоку от города Мещовск на 222 км федеральной трассы М3 «Украина».
Рядом с деревней расположены многочисленные населённые пункты: Головино, Привалово, Лаптево, Молодёжный, Семениха, Барятино, Каменка, Никольское, Серенск.

## История
Деревня с названием Староселья, в Мещовском уезде, уже присутствует на карте уездов Калужского наместничества 1785 года.
На трёхвёрстной Военно-Топографической карте Российской империи Ф. Ф. Шуберта и П. А. Тучкова 1850 года деревня приобретает своё современное название Староселье и располагается по обоим берегам реки Серёна.
В изданной книге Списки населённых мест Российской империи, деревня указана как владельческое сельцо Староселье у реки Серёна, с 60 дворами и 602 жителями. В селе располагалась православная церковь.
К началу 1940-х годов в Староселье насчитывалось 79 дворов.
По данным на 1989 год население деревни составляло около 130 жителей.

## Население
| 2002 | 2010 |
| ---- | ---- |
| 70   | ↗89  |

## Инфраструктура
В советское время в деревне действовала молочная ферма. Большая часть жителей деревни работала на этой ферме.
После перестройки ферма закрылась и пришла в запустение.
С 2015 по 2016 запланировано проведение масштабных работ по капитальной реконструкции трассы М3 Украина.
Ведутся проектные работы по газификации посёлка в рамках программы газификации Калужской области.

## Русская православная церковь
В селе располагалась деревянная сретенская церковь, дата постройки которой неизвестна.
К началу 2010 года церковь не сохранилась.

## Внутренне деление
Деревня состоит из трёх улиц: Заречная, Колхозная, Лесная.